# Филиповци (квартал)
 Тази статия е за историческото село и квартал на София.  За съседния нов квартал вижте Филиповци (жилищен комплекс).  
„Филиповци“ е квартал на град София, България, разположен в район „Люлин“, на 8 километра западно от центъра на града. Намира се по двата бряга на река Шеовица, като граничи с жилищния комплекс „Филиповци“ на изток, а от другите страни е ограден от невключени в определен квартал обработваеми земи. До 1971 година, когато селището е присъединено към София, Филиповци е самостоятелно село, в чието землище попада основната част от днешния район „Люлин“.
Квартал „Филиповци“ се обслужва от две автобусни линии: номера 42 и 81. В квартала се намира 77-о ОУ „Св. св. Кирил и Методий“, детска градина, поликлиника и православната църква „Рождество Богородично“, а основни пътни артерии са ул. „3-ти март“ и ул. „Суходолски път“.

## История
В днешния квартал „Филиповци“ е открита една от големите римски извънградски вили в района на София. Освен стопански постройки и баня, тя включва луксозна жилищна част и забележителна полукръгла колонада, ограждаща вътрешен двор с ширина 40 метра. Подът на колонадата е покрит с разноцветни мозайки, а в двора са открити и три мраморни херми с много особени лица, които според някои изследователи подсказват, че собствениците на вилата произлизат от Близкия Изток. Вилата не е точно датирана, но се предполага, че хермите са закопани умишлено в двора, за да се избегне организираната от християните кампания за унищожаване на скулптури в края на IV век.
По време на османското владичество населението на Филиповци е в привилегировано положение, тъй като се занимава главно с отглеждане на ловни соколи.

## Други
На Филиповци е наречена улица „Филиповско шосе“ в квартал „Люлин“ в София (Карта).

## Улици и произход на имената им
| Път              | Наречен на                                                           | Местоположение |
| ---------------- | -------------------------------------------------------------------- | -------------- |
| „3-ти март“      | Ден на Освобождението на България от османско иго, официален празник | Карта          |
| „Детелина“       | Детелина (Trifolium), род растения                                   | Карта          |
| „Земеделска“     | Земеделие, стопанска дейност                                         | Карта          |
| „Люлин“          | Люлин, планина в Западна България                                    | Карта          |
| „Нов живот“      | ?                                                                    | Карта          |
| „Суходолски път“ | „Суходол“, квартал на София                                          | Карта          |